# Musothyma cyanastis
Musothyma cyanastis là một loài bướm đêm trong họ Noctuidae.